# أمبراخ
أمبراخ (بالألمانية: Embrach) هي إحدى بلديات مقاطعة بولاخ في كانتون زيورخ في سويسرا. تبلغ مساحتها 12.72 كيلومتر مربع، ويقدر عدد سكانها بـ 9432 نسمة (حسب تعداد ديسمبر 2017).